# 월드 마라톤 메이저스

월드 마라톤 메이저스(영어: World Marathon Majors)는 세계 마라톤 대회를 포인트 제로 열리는 육상 시리즈이다.
위상면에서는 올림픽 > 세계 육상 선수권(세계 선수권) 대회 = 보스턴 마라톤 > 그 외 나머지 5개 대회로 볼 수 있다.
보스턴 마라톤은 올림픽 마라톤 다음해(1897년)에 개최된 세계에서 2번째로 오래된 마라톤대회로 그 위상은 매우 높다고 할 수 있다.
런던 마라톤, 베를린 마라톤, 시카고 마라톤, 도쿄 마라톤은 세계기록을 내기에 좋은 환경과 조건(대회가 열리는 그 달의 기후, 코스 등)을 충족하는 대회이다. 그에 반해, 올림픽이나 세계 육상 선수권 대회 같이 매우 큰 대회는 각각 4년과 2년주기로 장소가 바뀌며, 기록보다는 우승을 위해 자연스레 선수들끼리의 경쟁에 의해 세계기록을 내기는 어렵다고 볼 수 있다.
특히 런던 마라톤과, 베를린 마라톤은 세계기록의 산실이라 불릴정도로 지금까지 많은 세계기록이 나왔다.

## 메이저 마라톤 대회 목록
- 도쿄 마라톤 (2월 하순)
- 보스턴 마라톤 (4월 중순)
- 런던 마라톤 (4월 하순)
- 베를린 마라톤 (9월 하순)
- 시카고 마라톤 (10월 초순)
- 뉴욕 마라톤 (11월 초순)
- 세계 육상 선수권 대회 (8월~9월중)
- 올림픽 (7월~10월중)